# Lausanne
Lausanne (phát âm [loˈzan]) là thành phố nói tiếng Pháp của Thụy Sĩ, tọa lạc bên bờ Hồ Geneva (tiếng Pháp: Lac Léman), nhìn ra Évian-les-Bains (Pháp) và có Dãy núi Jura về phía Bắc thành phố. Lausanne cách thành phố Genève 50 km về phía Đông Bắc. Thành phố này là thủ phủ của bang Vaud và của huyện Lausanne. Trụ sở của Ủy ban Olympic Quốc tế nằm ở Lausanne. Thành phố nằm giữa một vùng sản xuất rượu vang.

## Lịch sử

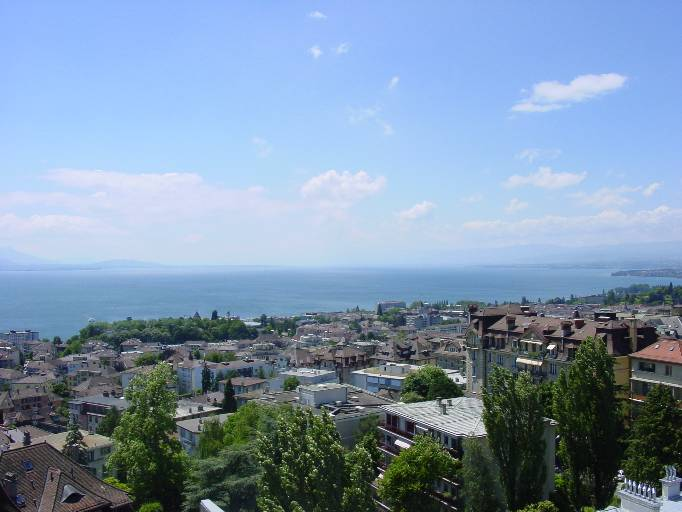
Các cảnh quan Hồ Geneva và Alps thuộc Pháp

Người La Mã đã xây dựng một trại quân mà học gọi là Lousanna, tại địa điểm của một khu định cư của người Celt, gần địa điểm của Vidy và Ouchy ngày nay; trên ngọn đồi mà trê đó có một pháo đài gọi là 'Lausodunon' hay 'Lousodunon' (Đuôi 'y' thì phổ biến trong nhiều tên có nguồn gốc La Mã ở khu vực này, ví dụ như Prilly, Pully, Lutry,...vv).
Sau khi Đế chế La Mã sụp đổ, việc thiếu an ninh đã buộc Lausanne phải chuyển đến trung tâm hiện nay tại một địa điểm nhiều đồi và dễ phòng thủ hơn. Thành phố nổi lên từ doanh trại đã nằm dưới sự cai trị của Các công tước Savoy và Giám mục Lausanne. Sau đó nó thuộc Berne từ 1536 đến 1798 và một số kho báu văn hóa của nó, bao gồm các tấm khảm treo tại Đại giáo đường đã bị dỡ bỏ. Lausanne đã nhiều lần kiến nghị phục hồi chúng. Trong thời kỳ Chiến tranh Napoleon, địa vị của nó bị thay đổi. Năm 1803, nó đã trở thành thủ đô của canton của Thụy Sĩ mới được thành lập là Vaud mà theo canton này nó đã gia nhập Liên bang Thụy Sĩ. Từ thập niên 1950 đến thập niên 1970, một số lượng lớn người Italia, Tây Ban Nha và Bồ Đào Nha nhập cư vào đây và định cư phần lớn ở quận công nghiệp Renens và thay đổi cả nghị viên địa phương. Thành phố có truyền thống yên tĩnh nhưng thập niên 1960 và 1970 đã xảy ra một loạt các cuộc biểu tình của thanh niên bị cảnh sát chống lại và tạo ra sự xuất hiện của khẩu hiệu 'Lausanne đang chuyển động' (tiếng Pháp, "Lausanne bouge"). Đến thập niên 1990, thành phố này được xem là một trong những nơi có tỷ lệ nhiễm AIDS cao nhất châu Âu.
Một quyết định ngạc nhiên của thành phố có trụ sở của Ủy ban Olympic Quốc tế là theo cuộc trưng cầu dân ý năm 1992, công dân của nó lại phản đối đăng cai Thế vận hội mùa Đông. Giới quyền chức thành phố quá tin tưởng vào kết quả thuận của cuộc trưng cầu này đến mức họ đã chuẩn bị sẵn một tiệc champagne ăn mừng trước.

## Địa lý

Lausanne và khác khu vực lân cận

Đặc điểm quan trọng nhất của khu vực xung quanh Lausanne là hồ Geneva (Lac Léman trong tiếng Pháp). Lausanne được xây dựng bên sườn dốc phía Nam của Cao nguyên Thụy Sĩ với sự chênh lệch độ cao khoảng 500 giữa bờ hồ tại Ouchy và rìa phía Bắc giáp vời Le Mont-sur-Lausanne và Epalinges. 
Ngoài đặc điểm địa hình nhìn chung dốc về phí Nam, trung tâm của thành phố là địa điểm của một con sông cổ Flon đã bị lấp từ thế kỷ 19. Con sông trước đây đã tạo thành một rãnh hẻm chạy băng qua giữa thành phố phía Nam của trung tâm phố cũ, nhìn chung dọc theo phố Rue Centrale hiện hữu, với nhiều cây cầu bắc qua chỗ lõm nối với các neighborhoods gần đấy.
Lausanne nằm giữa một khu vực giới hạn giữa một khu vực trồng nho rộng lớn Lavaux (về phía Nam) và la Côte (về phía Tây).
Dân số của khu vực Đại Lausanne (grand Lausanne) khoảng 250.000 (ước tính năm 2005).

## Giao thông

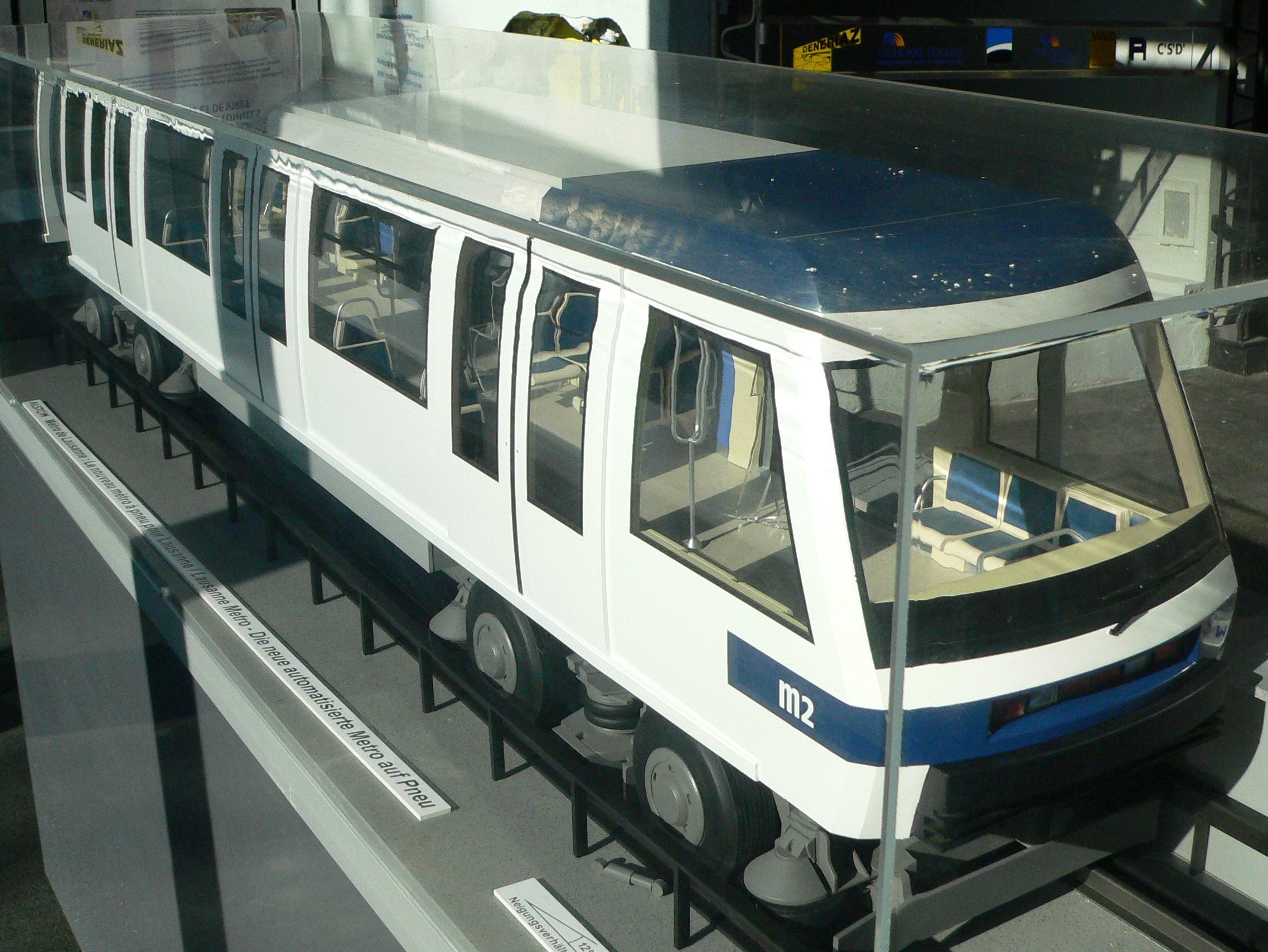
Mô hình tỉ lệ 1/10 của métro M2 ở Lausanne. A front view of the m2 is also available.

### Giao thông công cộng
Giao thông công cộng ở Lausanne bao gồm xe bus, métro, tàu thuyền (được vận hành bởi công ty TL (tiếng Pháp) cùng với mạng lưới đướng sắt CFF nối liền các vùng lân cận và trên cả nước. Việc đi lại trong khu vực đô thị ở Lausanne là bằng xe bus 2 toa cỡ lớn.
Lausanne là thành phố đầu tiên của Thụy Sĩ đưa vào vận hành hệ thống métro bánh cao su, M2, chính thức hoạt động vào năm 2008. Kiểu métro này là một phiên bản có lộ trình ngắn hơn của métro 14 ở Paris.

### Đường bộ
Lausanne được nối với Geneva và Zurich bởi đường cao tốc A1 nằm ở phía đông thành phố. Bên cạnh đó Lausanne còn có đường cao tốc A9 ở phía đông bắc đi qua Italy và Pháp.

## Giáo dục

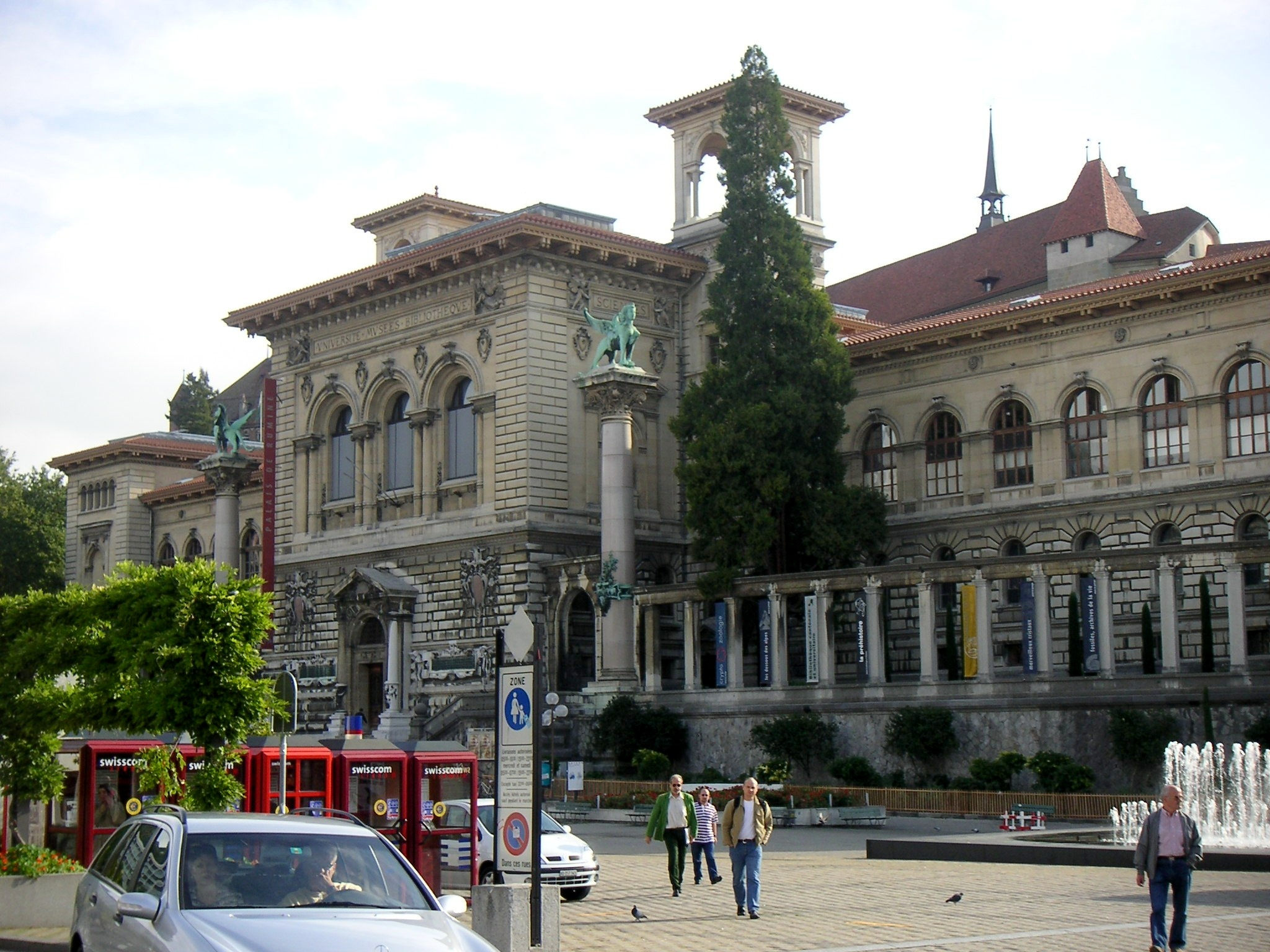
Lâu đài Rumine, quảng trường Riponne

Lausanne là nơi quy tụ nhiều trường đại học cấp quốc tế:
- Đại học Lausanne (Université de Lausanne)
- Trường bách khoa liên bang Lausanne (EPFL)
- Học viện quản lý công nâng cao (IDHEAP)
- Học viện quốc tế về quản lý phát triển
- Học viện khách sạn Lausanne
- Nhạc viện Lausanne

## Văn hóa

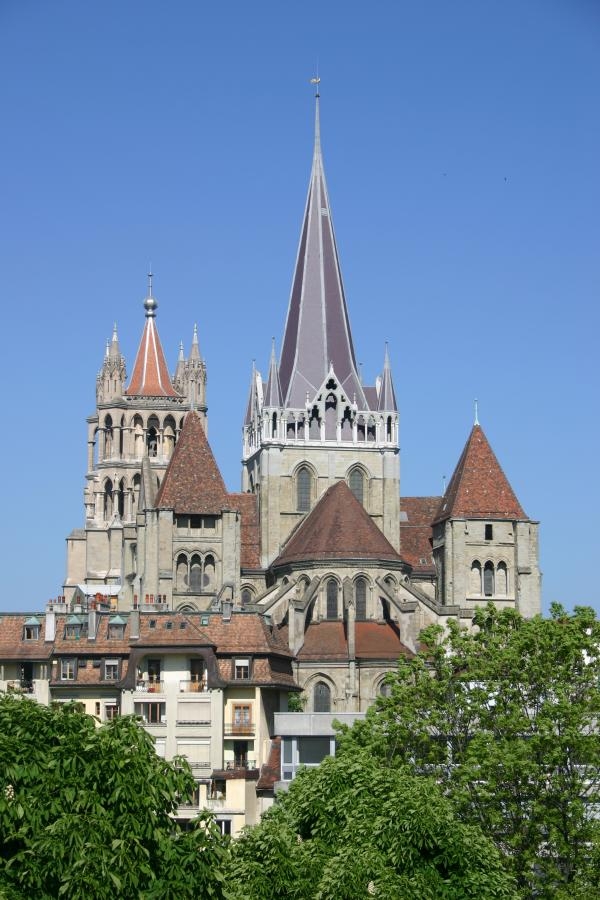
Nhà thờ Đức bà Lausanne

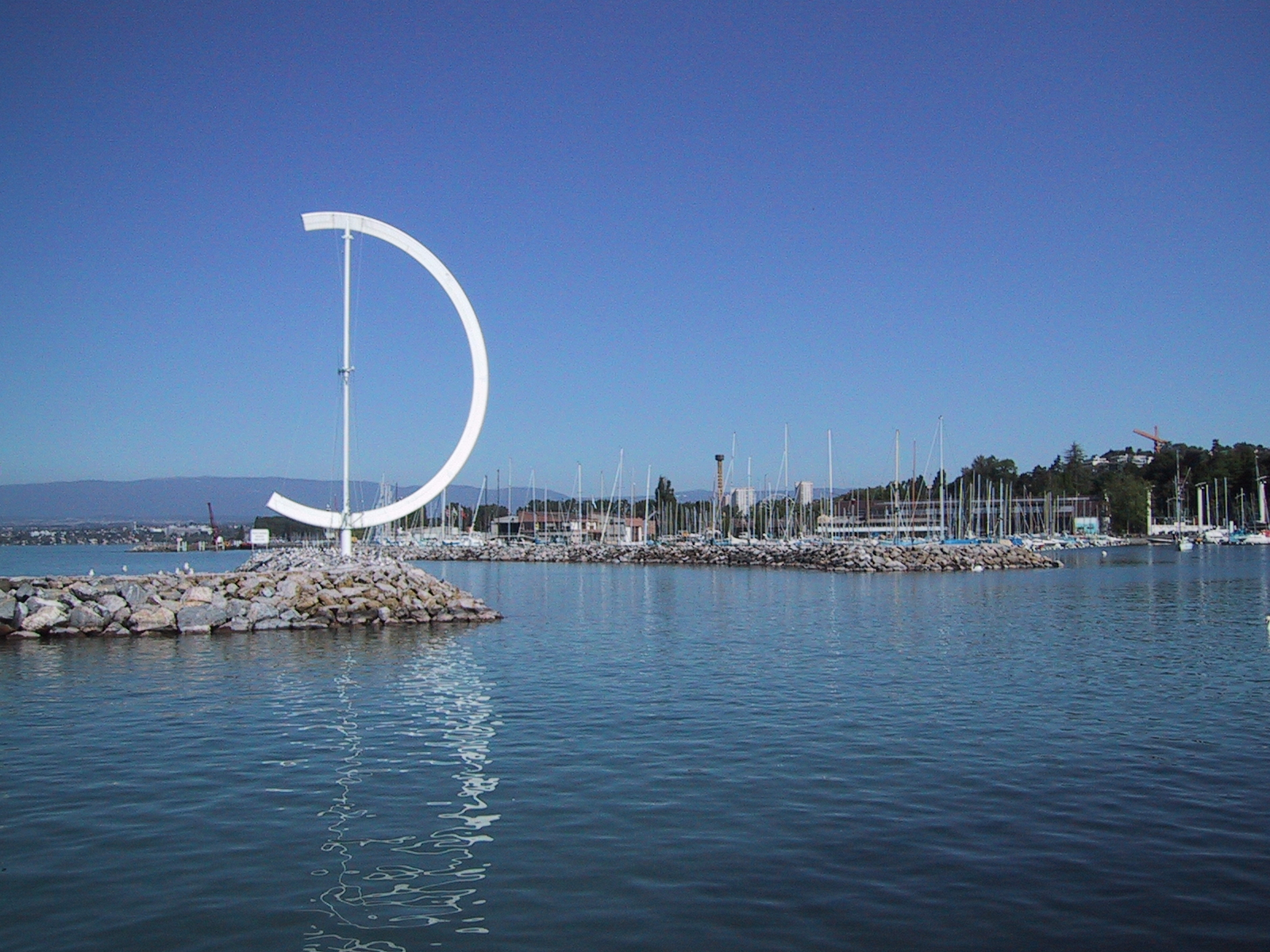
Ouchy, cực Nam của thành phố

Dàn giao hưởng thành phố Lausanne (tiếng Pháp, "Orchestre de Chambre de Lausanne") và Dàn đồng ca thành phố Lausanne (tiếng Pháp, Ensemble Vocal de Lausanne) dưới sự chỉ huy của nhạc trưởng Michel Corboz tạo cho Lausanne một đời sống âm nhạc rất đa dạng và phong phú.
Hàng năm, cứ vào tháng 7, Lễ hội thành phố Lausanne (tiếng Pháp, Festival de la Cité") lại diễn ra từng bừng ở khu phố cổ. Bên cạnh đó còn có các lễ hội về điện ảnh và âm nhạc như Lausanne Underground Film and Music Festival, Đêm bảo tàng (tiếng Pháp, "La Nuit de Musées"), Lễ hội và cuộc thi âm nhạc tưởng nhớ nhạc sĩ thiên tài Bach (tiếng Pháp, "Le Festival et Concours Bach de Lausanne").
Lausanne cũng là cái nôi của ballet Béjart.

### Các viện bảo tàng
Ở Lausanne có rất nhiều viện bảo tàng:
- Viện bảo tàng Olympic Lausanne
- Viện bảo tàng Elysée
- Fondation de l'Hermitage
- The Collection de l'Art Brut
- MUDAC (Viện bảo tàng của hội họa và nghệ thuật đương đại)
- Viện bảo tàng lịch sử thành phố Lausanne Lưu trữ ngày 11 tháng 7 năm 2007 tại Wayback Machine
- Cabinet des Médailles cantonal
- http://www.dfj.vd.ch/serac/musee/rumine-arlaud.html Lưu trữ ngày 14 tháng 12 năm 2006 tại Wayback Machine
- Espace des Inventions (tiếng Pháp) (Science Center for Kids)
- Fondation Claude Verdan (tiếng Pháp) Lưu trữ ngày 18 tháng 8 năm 2006 tại Wayback Machine - Musée de la main (Museum of the Hand)
- Vivarium de Lausanne (tiếng Pháp)
- Quần thể kiến trúc Lausanne
- Khu thị chính thành phố Lausanne
- Viện bảo tàng bang Vaud về khảo cổ học và lịch sử
- http://www.beaux-arts.vd.ch/ Lưu trữ ngày 27 tháng 8 năm 2006 tại Wayback Machine (Cantonal Fine Arts Museum)
- Musée cantonal de Géologie (tiếng Pháp) (Cantonal Geological Museum)
- Musée et jardins botaniques cantonaux (Cantonal Museum and Botanical Gardens)
- Viện bảo tàng Pully
- Musée romain de Lausanne-Vidy (Lausanne-Vidy Roman Museum)
- Musée de la Villa romaine de Pully (Pully Roman Villa Museum)
- Viện bảo tàng bang Vaud về sinh vật học
- Roseraie de la Vallée de la Jeunesse (Rosegarden)
- Etablissement horticole de la Bourdonnette - serres de la Ville (Horticultural Establishment of La Bourdonette - Municipal Glasshouses)
- Nhà thờ Đức Bà Lausanne, phục dựng bởi viollet-le-Duc.

### Âm nhạc
- Bản giao hưởng số 4 của nhà soạn nhạc đương đại Leonardo Balada có phụ đề là 'Lausanne'.
- Le Romandie Le Romandie, live local and international bands, chủ yếu trình diễn rock'n roll.
- Les Docks Les Docks, live local and international bands.

## Thể thao
Lausanne sẽ là nơi diễn ra Thế vận hội Trẻ Mùa hè 2020.

## Các cư dân nổi tiếng
Lausanne là nơi sinh của:
- Umberto Agnelli, doanh nhân Ý
- David Bennent, Nam diễn viên
- Metropolitan Anthony (Bloom) của Sourozh
- François-Louis David Bocion, giáo viên Thụy Sĩ
- Johann Ludwig Burckhardt, nhà du lịch và Đông Phương
- Alejo Carpentier, nhà văn người Pháp
- Stéphane Chapuisat, cầu thủ
- Benjamin Constant, nhà tư tưởng, nhà văn, chính trị gia Pháp
- Aloise Corbaz, ngoài nghệ sĩ Thụy Sĩ
- Jean-Pascal Delamuraz, chính trị gia Thụy Sĩ
- Charles Dutoit, dẫn
- Egon von Furstenberg, thiết kế thời trang
- Eugène Grasset, trang trí nghệ sĩ Thụy Sĩ
- Bertrand Piccard, Thụy Sĩ bác sĩ tâm thần và người cởi khí cầu
- Charles Ferdinand Ramuz, nhà văn Thụy Sĩ
- Ubol Ratana, công chúa Thái Lan
- Théophile Steinlen, Art Nouveau họa sĩ và printmaker
- Elizabeth Thompson (Lady Butler), họa sĩ người Anh
- Bernard Tschumi, hiện đại kiến trúc sư, nhà văn, nhà giáo dục
- Félix Vallotton, họa sĩ
- Ali Hassan, nhà cách mạng

Người dân nổi bật
- Jean Anouilh, nhà biên kịch Pháp
- Ingvar Kamprad, người sáng lập của IKEA
- Alice Bailly, họa sĩ, nghệ sĩ đa phương tiện
- Maurice Béjart, biên đạo múa
- Coco Chanel, thiết kế thời trang
- Pierre de Coubertin, nam tước Pháp và IOC người sáng lập
- Victoria Eugenia của Battenberg, nữ hoàng của Tây Ban Nha
- Peter Carl Fabergé, nhà kim hoàn
- Oswald Heer, nhà địa chất và tự nhiên học Thụy Sĩ
- Stéphane Lambiel, con số vận động viên nam và 2 thời gian vô địch thế giới
- James Mason, diễn viên Anh
- Waldemar Mordecai Haffkine, nhà vi khuẩn Ukraina
- Auguste Piccard, nhà vật lý học Thụy Sĩ, nhà phát minh và thám hiểm
- Paloma Picasso, thiết kế thời trang
- Georges Simenon, nhà văn người Bỉ
- Karol Szymanowski, nhà soạn nhạc Ba Lan
- Eugène Viollet-le-Đức, kiến trúc sư Pháp
- Pierre Viret, nhà cải cách thần học Thụy Sĩ
- Serge Voronoff, Bác sĩ phẫu thuật
- Carl Gustav Emil Mannerheim
- Edward Gibbon, sử gia người Anh
- Han Chicony nhà văn
- Elder Costa, Brasil - nhà văn nổi tiếng Brazil
- Michel Mayor, nhà thiên văn vật lý Thuỵ Sĩ

## Các bức ảnh Lausanne
Các bức ảnh Lausanne, chụp tháng 6 năm 2001:

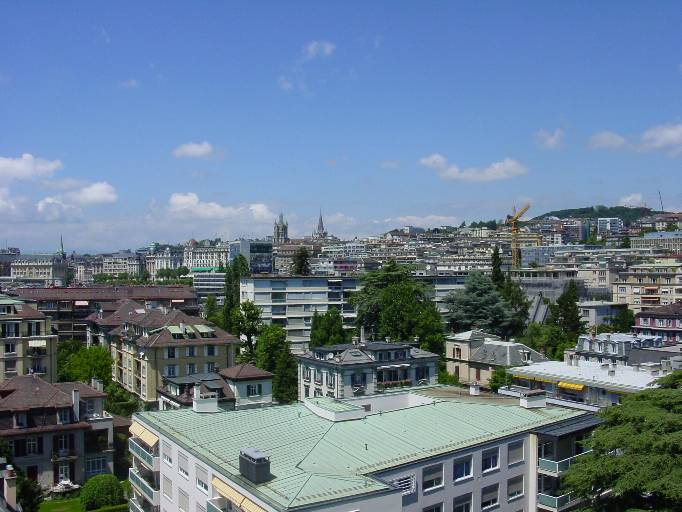
City
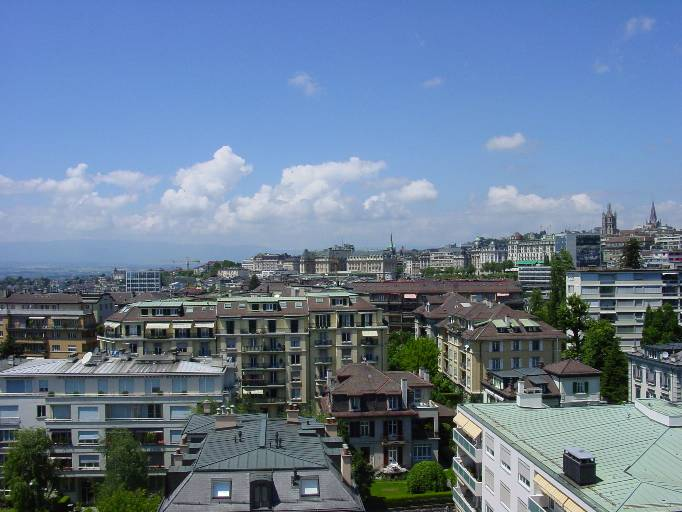
City
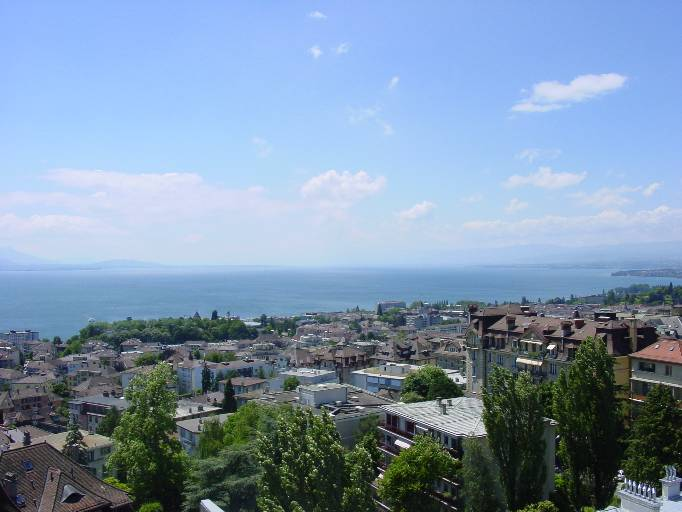
Lake Geneva
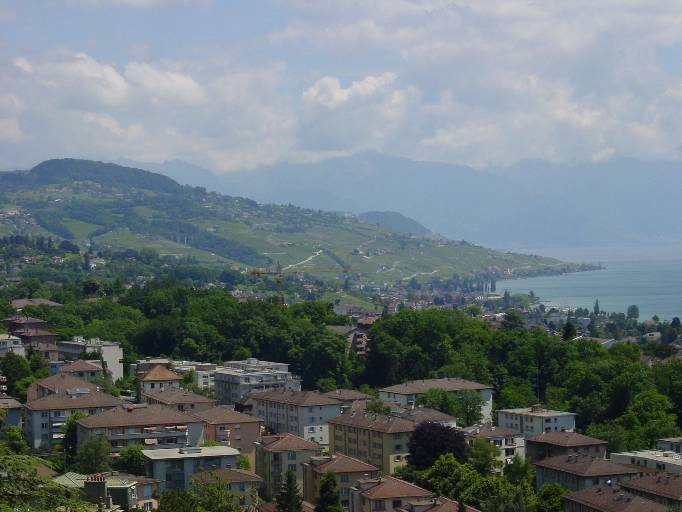
Vineyards of Lavaux
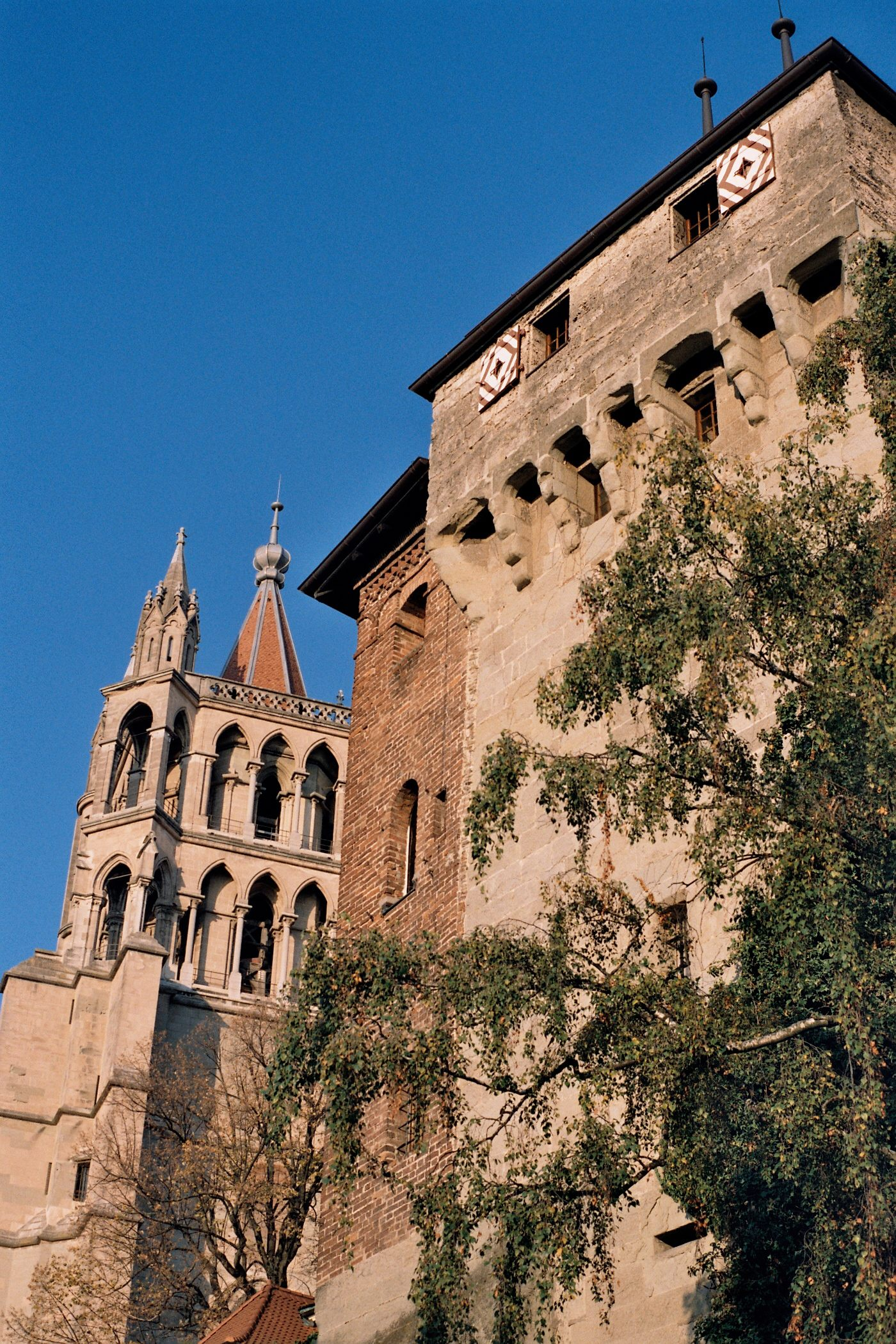
Old town
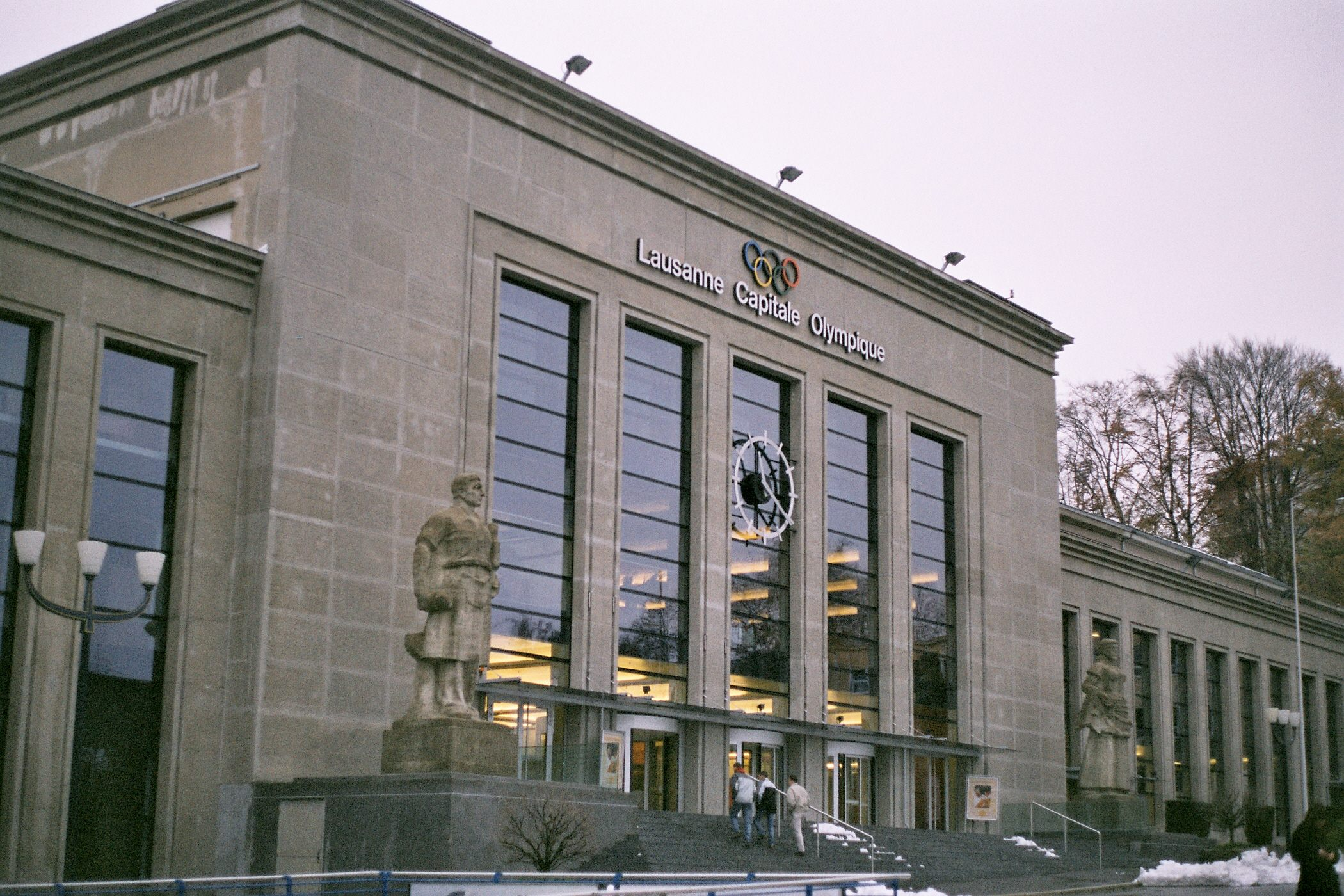
Palais de Beaulieu
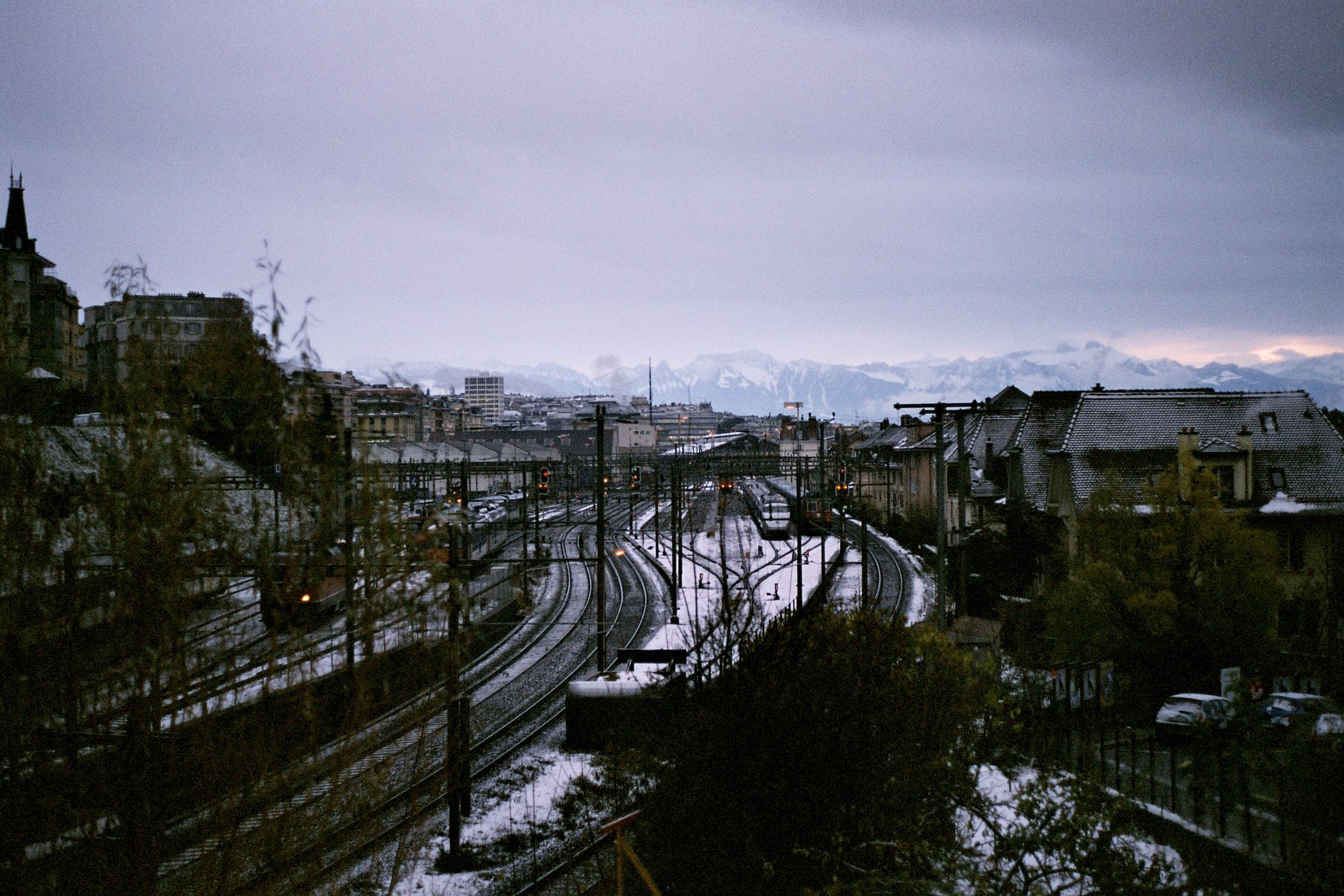
Railway station
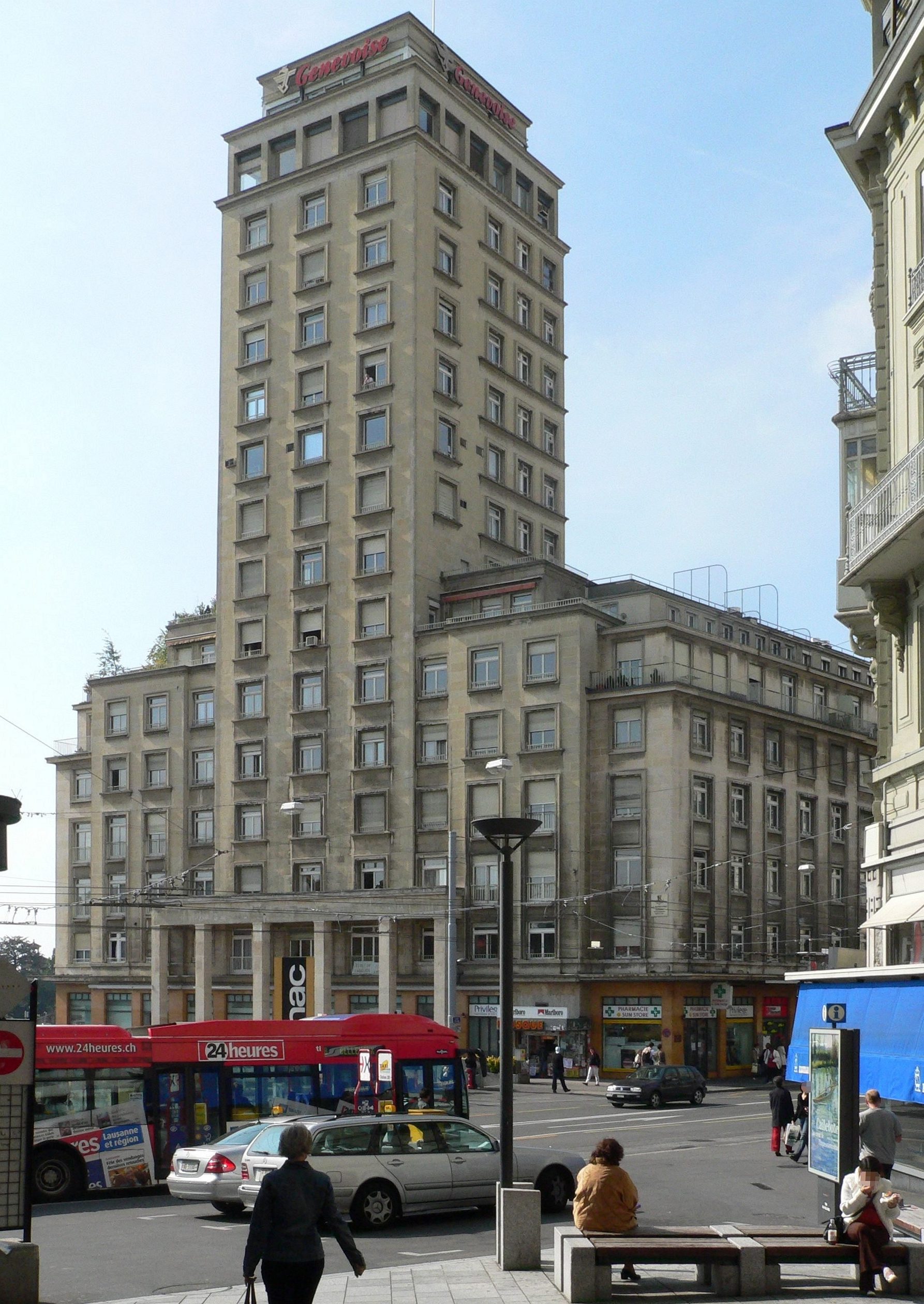
Bel-Air tower